# Angelika Steger

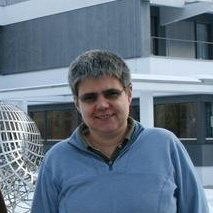
Angelika Steger in Oberwolfach

Angelika Steger (* 13. Juni 1962 in München) ist eine deutsche Mathematikerin und Informatikerin, die sich mit Diskreter Mathematik befasst.
Steger studierte ab 1981 Mathematik an der Universität Freiburg, der Universität Heidelberg und an der State University of New York at Stony Brook, an der sie 1985 ihren Master-Abschluss erhielt. 1990 wurde sie an der Universität Bonn (Forschungsinstitut für Diskrete Mathematik) bei Hans Jürgen Prömel promoviert (Die Kleitman-Rothschild Methode) und habilitierte sich dort 1994 (Asymptotic properties of H-free graphs). Danach war sie Gastprofessor in Kiel und wurde 1995 Professorin für diskrete Mathematik an der Universität Duisburg, 1996 Professorin für theoretische Informatik an der TU München und seit 2003 ordentliche Professorin für theoretische Informatik an der ETH Zürich.
Sie befasst sich mit Graphentheorie, Kombinatorik, probabilistischen und randomisierten Algorithmen, kombinatorischer Optimierung und Approximationsalgorithmen.
2014 war sie eingeladene Sprecherin auf dem Internationalen Mathematikerkongress in Seoul (The determinism of randomness and its use in combinatorics). 2007 wurde sie Mitglied der Leopoldina. 2005 wurde sie Mitglied des Forschungsrats des Schweizer Nationalfonds. 2009 bis 2016 war sie Fellow des Collegium Helveticum.

## Schriften (Auswahl)
- Diskrete Strukturen 1: Kombinatorik, Graphentheorie, Algebra, Springer, 2001, 2. Auflage 2007
- mit T. Schickinger: Diskrete Strukturen 2. Wahrscheinlichkeitstheorie und Statistik, Springer 2001
- mit Hans Jürgen Prömel: The Steiner tree problem: a tour through graphs, algorithms, and complexity, Vieweg, 2002
- mit E.W. Mayr, H.J. Prömel (Hrsg.), Lectures on Proof Verification and Approximation Algorithms, Lecture Notes in Computer Science Vol. 1367, Springer Verlag, 1998.